# Jonas Lohmann
Jonas Lohmann (...) è un giocatore di football americano tedesco che gioca come quarterback per gli Schwäbisch Hall Unicorns.